# Silver Age
Silver Age è una locuzione in lingua inglese con cui si indica il periodo della storia dei fumetti statunitensi (comics) che dura dal 1956 al triennio 1969-1971. Mentre è generalmente accettata la data di inizio (ma con alcune riserve), la fine del periodo è difficilmente inquadrabile con un avvenimento preciso. Per questo si indica un triennio (1969-1971) nel quale si sono verificate una serie di circostanze che hanno modificato il panorama editoriale del fumetto statunitense.
Questo periodo è caratterizzato da alcuni elementi di base:
- Si riprende e aggiorna a livello creativo principalmente il genere supereroi dei fumetti statunitensi. Il punto di partenza sono i supereroi creati nella Golden Age (1938-1951).
- Sul piano geografico e culturale ha un impatto che si manifesta inizialmente solo nel panorama fumettistico degli USA. Gli effetti si hanno in Italia solo a partire dagli anni settanta.
- Dal punto di vista commerciale il mercato è di nuovo recettivo al genere dei supereroi dopo il collasso di vendite che aveva caratterizzato i primi anni cinquanta.
- Autori e artisti riescono a trovare nuove idee per proporre le storie di supereroi alle nuove generazioni.

## Storia

### Il nuovo Flash (1956)
Ufficialmente la Silver Age inizia quando il direttore editoriale della DC Comics Julius Schwartz decide di riproporre alcuni supereroi che avevano avuto grande successo negli anni quaranta. Per adattarli al nuovo pubblico ne modifica le origini e il contesto narrativo. Anche il nome dell'alter ego del personaggio così come la grafica dei costumi e i lineamenti del viso vengono di regola cambiati. Ciò che non varia sono il tipo di superpoteri. Il primo supereroe della Silver Age è Flash. Il nuovo personaggio si chiama Barry Allen e debutta su Showcase n.4 (ottobre 1956). Si ispira al supereroe Golden Age dal nome Flash ma il cui alter ego era Jay Garrick. I due hanno però gli stessi superpoteri (cioè la supervelocità). Il costume di Barry cambia e viene aggiornato e reso più accattivante per le nuove generazioni.

### Rinascita dei supereroi DC Comics
Dopo il successo del nuovo Flash, Julius Schwartz decide di utilizzare la serie antologica Showcase (Vol.1) per rivitalizzare altri personaggi della Golden Age. Sul n.22 (novembre-dicembre 1958) viene presentato il nuovo Lanterna Verde dal nome Hal Jordan. Anche in questo caso le origini vengono completamente riviste. Rimangono i poteri generati da un anello e la sua batteria di ricarica ma il contesto delle avventure diventa più ampio. Hal ottiene questi poteri da un corpo di polizia spaziale che è stato creato da una razza aliena denominata Guardiani dell'Universo. Tali elementi non erano presenti in Alan Scott, il primo Lanterna Verde pubblicato negli anni quaranta.
Su Showcase (Vol.1) n.34 debutta Atomo II (Ray Palmer). Qui ci troviamo di fronte ad un personaggio che riprende il nome di un supereroe Golden Age ma, oltre ad avere un alter ego differente, ha poteri e caratteristiche diverse. Difatti Atomo I (Al Pratt) aveva puramente doti fisiche e di determinazione superiori alla media mentre Atom della Silver Age è uno scienziato che scopre accidentalmente la capacità di rimpicciolirsi anche a livello microscopico.
Questa serie di successi spinge Julius Schwartz e Gardner Fox a rilanciare un supergruppo come lo era stato la Justice Society of America. Con questo intento sul n.22 (febbraio-marzo 1960) di The Brave and the Bold (Vol.1) debutta la Justice League of America. Anche se il nome è leggermente differente (si usa League invece Society) l'analogia è evidente e si tratta di un momento storico per il fumetto supereroistico. Difatti l'evento culmine che viene indicato comunemente come la fine della Golden Age del fumetto è la pubblicazione di una storia della Justice Society su All-Star Comics n.57 (febbraio-marzo 1951). Il successo definitivo del nuovo supergruppo è sancito con l'inizio della serie regolare Justice League of America (ottobre-novembre 1960). Ci si rende conto che si ha di fronte un mercato editoriale disposto ad assorbire l'offerta di numerosi nuovi albi di supereroi. L'occasione viene subito sfruttata dall'editore Martin Goodman, proprietario dell'Atlas Comics dalla quale nasce la nuova linea editoriale Marvel Comics.

### La Marvel Comics (1961-1971)
L'editore Martin Goodman aveva prodotto fumetti di supereroi nel periodo Golden Age con la casa editrice Timely Comics e dopo il declino del genere ha continuato (sin dal 1951) a produrre fumetti di vario tipo. Spaziavano dal genere horror al romantico per adolescenti (teen-age romance) all'avventura. Visto il deciso successo ottenuto dalla DC Comics decise di far creare a Stan Lee una nuova linea di fumetti di supereroi (denominata Marvel Comics, in seguito darà il nome all'intera casa editrice). La prima serie fu Fantastic Four (Vol.1/prima serie) realizzata da Lee (testi) e Jack Kirby (matite). La data di copertina è novembre 1961. L'anno successivo debuttano l'Uomo Ragno, Hulk, Thor e Ant-Man. Subito si nota il diverso approccio della Marvel:
- La maggior parte dei personaggi proposti sono idee nuove, non sono semplici riproposte o nuove versioni di personaggi della Golden Age (ma ci sono anche quelli, con la riproposta dei personaggi Timely).
- L'editore Goodman detiene i diritti sui personaggi pubblicati dalla Timely Comics nella Golden Age. Tra questi vi sono supereroi quali Capitan America e Namor. La Marvel li ripropone ad una nuova generazione in maniera differente dalla rivale DC. Infatti non ricrea le loro origini in nuovo contesto storico (come per Flash II) oppure ne ignora il passato e li ringiovanisce (come per Superman o Batman). Si introduce il concetto di Retold Origins (rinarrazione delle origini) con il quale la storia del personaggio viene leggermente modificata e inserita nella nuova continuity. Ne è un esempio Capitan America che di fatto è lo stesso supersoldato che ha combattuto nella seconda guerra mondiale e ha ottenuto i suoi poteri grazie ad un siero[4]. Per spiegare poi la sua ricomparsa a distanza di vent'anni si usa un espediente narrativo (in questo caso l'ibernazione).
- Con supereroi come l'Uomo Ragno/Peter Parker, Stan Lee introduce il concetto di "supereroi con superproblemi". Per la prima volta vengono raccontate storie di supereroi che, al di là delle scazzottate con l'antagonista di turno, devono vedersela con i propri problemi personali e relazionali. Ne è un esempio proprio Peter Parker, secchione malvisto dai compagni di scuola che deve prendersi cura della zia rimasta vedova. Questa nuova prospettiva contribuisce a differenziare l'immagine dei supereroi Marvel da quella DC. Da qui, l'intero periodo della Silver Age, per ogni casa editrice, sarà caratterizzato da un approccio diverso al supereroe e al suo alter ego. Si cercherà di dare più spazio all'uomo e alle sue vicissitudini quotidiane, oltre che all'eroe e alle sue lotte in costume[5].

### La Fine della Silver Age (1969-1971)
A partire dal 1969 l'editoria di fumetti di supereroi si trova ad affrontare un periodo di svolta. Gli elementi fondamentali sono:
- Riduzione delle vendite di albi a fumetti dopo il picco raggiunto tra il 1966 e il 1968. Tra la fine degli anni sessanta e l'inizio degli anni settanta il mercato non sembra più essere in grado di sostenere l'espansione nelle proposte di nuove serie a fumetti di supereroi.
- L'artista Jack Kirby lascia polemicamente la Marvel Comics nel 1970 per passare alla DC Comics. Si tratta del co-creatore (insieme a Stan Lee) della maggior parte dei personaggi Marvel. Il suo ultimo numero di Fantastic Four è il n.102 con data di copertina settembre 1970.
- Riduzione della vena creativa degli autori che avevano riportato in auge il genere dei supereroi dieci anni prima.[senza fonte] Stan Lee lascia il ruolo di Redattore-capo (Editor-in-Chief) Marvel a partire dal 1972. Lo stesso artefice della Silver Age Julius Schwartz è costretto a lasciare progressivamente le redini creative delle serie DC Comics. Non a caso l'evento più accreditato come termine della Silver Age è l'albo Green Lantern (Vol.1) n.76 (aprile 1970), il primo della gestione Dennis O'Neil (testi) - Neal Adams (matite).[senza fonte] Schwartz rimane solo come supervisore senza una reale partecipazione nella creazione delle storie[1].

#### Il caso Julius Schwartz
Il redattore-supervisore Julius Schwartz ha avuto un ruolo fondamentale nel ricreare un motivo di interesse intorno al genere supereroi. La sua idea di riprendere i personaggi anni trenta e quaranta e cercare di riproporli ad una nuova generazione non era così scontata e votata al successo come sembrerebbe apparire con il senno di poi. Ovviamente c'è chi obietta che non fu di Schwartz l'iniziativa di rilanciare il personaggio di Flash (come affermato dal Direttore Editoriale DC Comics Irwin Donenfield). Forse è altrettanto vero che la volontà di creare un nuovo costume per il personaggio è di Carmine Infantino ma sembra attestato che fu Schwartz a volere rinnovare i personaggi e addirittura cambiarne l'identità per dare nuova linfa alle storie da proporre.
Nonostante l'indubbio ruolo nel creare la Silver Age, Schwartz ne pone anche le basi per l'inevitabile fine creativa. Il sistema di lavoro da lui creato non permette di fatto nessun tipo di interazione tra scrittore e disegnatore. Entrambi fanno riferimento a lui in persona che ne sottoscrive l'operato e spesso ne altera profondamente il processo creativo. Si crea un Sistema Editoriale di creazione dei fumetti. Difatti è sempre Schwartz e il suo gruppo di redattori e collaboratori che hanno le redini di ogni singola serie. Ne è un esempio la Justice League of America dove lo scrittore Gardner Fox spesso è un mero esecutore delle idee del suo supervisore e non ha contatti con il disegnatore Mike Sekowsky se non tramite gli uffici redazionali. In questo modo si arriva presto ad una eccessiva ripetitività delle storie e conseguente perdita di lettori.

#### Periodo pre-Crisis
Il periodo successivo alla Silver Age viene spesso indicato come periodo pre-Crisis soprattutto con riferimento alla casa editrice DC Comics (coincide in gran parte con la Bronze Age del fumetto). Questo arco di tempo parte dalla fine della Silver Age e si conclude con la pubblicazione della miniserie Crisi sulle Terre infinite (in originale Crisis on infinite earths). Dal titolo in inglese deriva la terminologia pre-Crisis. Con questa storia la DC ristruttura la sua intera produzione editoriale e rivede completamente la continuity dei suoi personaggi. Prendendo come riferimento questa vicenda editoriale, il personaggio cardine risulta essere Supergirl I (Linda Danvers). La supereroina di Krypton si vede dedicare una serie a partire da Adventure Comics n.381 (giugno 1969) mentre fino al n.380 la serie era dedicata alla Legione dei Supereroi. Infine Linda muore durante Crisis on Infinite Earths n.7 (ottobre 1985). Il suo percorso narrativo ed editoriale si dipana lungo il periodo pre-Crisis e per questo ne diviene un personaggio simbolo. Dal punto di vista cronologico si annota che la sua esistenza così come tutte le sue storie vengono rimosse dall'Universo DC negli albi pubblicati dopo il 1986.

## Il problema della terminologia
Ogni qualvolta si suddivide in periodi o cicli di anni la vicenda di un qualsiasi soggetto storico sia esso fittizio o si tratti di una persona o di un mezzo di comunicazione ci si imbatte in due tipi di problema: la definizione da dare ai diversi periodi e la durata temporale degli stessi. Anche nel caso della storia del fumetto vale quanto detto.
Comunque, l'uso e l'origine del termine Silver Age è comunemente accettata e viene fatta risalire alla pagina della posta dell'albo Justice League of America n. 42 del febbraio 1966. In una lettera si faceva notare che se la DC Comics avesse continuato a riprendere i personaggi della Golden Age, il periodo degli anni sessanta sarebbe stato ricordato come Silver Sixties (il termine Silver/Argento viene visto come naturale successione del riferimento all'Oro/Gold con il quale si indicava la Golden Age). Da allora in poi sulle varie rubiche dedicate alle domande dei lettori e nei redazionali comincia ad emergere il termine Silver Age. Ovviamente la durata comunemente accettata di questo periodo, che si snoda tra il 1956 e il 1969-1971, è stata individuata solo alla fine del decennio successivo.

### Age of Marvels
Dal punto di vista della Marvel Comics (e quindi dei suoi Redattori) la vera rinascita dei supereroi dopo il periodo Golden Age avviene a partire dal 1961. In quell'anno esce la serie The Fantastic Four di Lee-Kirby, la prima di tutte quelle dei supereroi Atlas/Marvel e così inizia un rinnovamento del genere che prende il nome Age of Marvels o anche Marvel Age. La durata di questo ipotetico periodo dei fumetti americani (se accettato) ha un'estensione alquanto vaga. Le riviste specializzate più accreditate fanno finire la prima Marvel Age con la bancarotta dichiarata dalla stessa Marvel (Chapter 11) avvenuta il 27 dicembre 1996. Sicuramente il collasso dell'intero Marvel Entertainment Group ha interrotto una serie di successi e crescita editoriale che sembrava inarrestabilie.

## Cronologia sintetica della Silver Age
Riguarda la successione temporale degli albi o eventi editoriali che hanno determinato l'evolversi di questo periodo editoriale.

### Precedenti
Bisogna sottolineare che il primo nuovo supereroe Silver Age di una certa rilevanza non è stato Flash II (Barry Allen) ma piuttosto Martian Manhunter (J'onn J'onzz). Questo personaggio è stato creato su Detective Comics n.225 (novembre 1955) da Jack Miller - Joe Samachson (testi) - Joe Certa (disegni). La sua importanza risiede nel fatto che si tratta di un supereroe alieno (come Superman) e che diverrà membro fondatore della Justice League of America. Anche se non sarà mai popolare come altri supereroi DC Comics diviene il punto di riferimento di uno dei supergruppi più importanti dei fumetti.

### Eventi fondamentali
- Showcase n.4 /DC Comics/ (settembre-ottobre 1956): Julius Schwartz e Carmine Infantino creano il nuovo Flash (Barry Allen). L'intento è quello di riproporre i personaggi degli anni trenta e quaranta in un nuovo contesto narrativo. All'albo partecipano anche Robert Kanigher (testi) e Joe Kubert (rifiniture interne e di copertina). Quale sia la loro influenza sulla creazione del personaggio non è mai stata resa nota.
- Strange Worlds n.1 /Atlas Comics/ (dicembre 1958): primo albo in cui collaborano Stan Lee e Jack Kirby. Questi due autori daranno vita ad un sodalizio creativo che nei dodici anni successivi porta alla fondazione dell'Universo Marvel.
- Showcase n.22 /DC Comics/ (settembre-ottobre 1959): Julius Schwartz e Gil Kane creano il nuovo Lanterna Verde Hal Jordan. Altro esempio di riscrittura di un personaggio Golden Age. In questo caso vengono aggiunti innumerevoli elementi narrativi che fanno di Green Lantern un supereroe cosmico, protettore di una parte della nostra galassia.
- The Brave and the Bold (Vol.1) n.28 /DC Comics/ (febbraio-marzo 1960): sotto la supervisione di Julius Schwartz debutta la Justice League of America, prima vera riproposta del concetto di gruppo formato da supereroi già presente negli anni quaranta con la Justice Society of America.
- Amazing Adventures n.1 /Atlas Comics/ (giugno 1961): debutta il primo supereroe dell'editore che nei mesi successivi diviene la Marvel Comics. Si tratta di Doctor Droom di Lee-Kirby. Viene poi inserito nell'Universo Marvel con il nome di Dr. Druid per evitare confusione con il malvagio Doctor Doom (Dottor Destino). Il personaggio è uno psichiatra americano che abbandona la medicina per sviluppare poteri che derivano dalle scienze occulte.
- The Flash (Vol.1) n.123 /DC Comics/ (settembre 1961): si creano le basi per l'esistenza del Multiverso DC cioè il concetto secondo il quale i supereroi agiscono in una realtà multidimensionale. In questa storia Barry Allen (il Flash creato nel 1956) si ritrova a superare una barriera dimensionale che lo porta in una realtà differente dove il suo ruolo era stato di Jay Garrick (il Flash degli anni quaranta). Fino ad allora Barry aveva pensato che l'esistenza di Jay fosse pure finzione, in quanto ne leggeva le gesta nei fumetti. Ora scopre che si tratta di personaggio reale e che vive su una Terra parallela. Da questo albo si dipana il concetto di multiverso/realtà parallela che diviene un'inesauribile spunto di narrazione per tutta la Silver Age e la Bronze Age del fumetto. Questo ciclo si chiuderà momentaneamente con la miniserie Crisi sulle Terre infinite del 1985 - 1986.
- The Fantastic Four n.1 /Marvel Comics/ (novembre 1961): Stan Lee e Jack Kirby creano i Fantastici Quattro, la prima serie della nuova linea denominata Marvel Comics. Si tratta di un progetto editoriale voluto da Martin Goodman e Stan Lee (rispettivamente Editore e Vice-Redattore della Atlas Comics). Lo scopo è replicare il nuovo successo riscosso dai fumetti di supereroi ottenuto dalla DC Comics.
- The Fantastic Four n.4 /Marvel Comics/ (aprile 1962): la Marvel riprende un personaggio della Golden Age pubblicato in origine dalla Timely Comics. Si tratta di Namor The Sub-Mariner, creato nel 1939 su Marvel Comics numero 1. La differenza con la DC Comics risiede nel fatto che ci troviamo di fronte allo stesso supereroe visto combattere nella seconda guerra mondiale. Non è un nuovo personaggio (come per Flash II Barry Allen) e non viene da una dimensione parallela (come per Flash I Jay Garrick) ma le sue storie del periodo Golden Age sono in continuity con quelle dei Fantastici Quattro e gli altri supereroi Marvel.
- The Amazing Fantasy (Vol.1) n.15 /Marvel Comics/ (agosto 1962): debutta l'Uomo Ragno creato da Stan Lee e Steve Ditko.
- Showcase (Vol.1) n.43 /DC Comics/ (marzo-aprile 1963): viene pubblicato l'adattamento a fumetti del primo film di James Bond il cui titolo italiano è Licenza di Uccidere. Si tratta della prima pubblicazione di un lungometraggio in un fumetto seriale americano. L'opera è però stata realizzata in Inghilterra da Norman Nodel e pubblicata sulla rivista Classic Illustrated. L'iniziativa non ha un immediato seguito ma apre una nuova epoca del fumetto americano che da questo momento comincia a cercare ispirazione e idee anche negli eroi cinematografici e letterari.
- Justice League of America (Vol.1) n.21-22 /DC Comics/ (agosto-settembre 1963): La Justice League of America supera magicamente una barriera dimensionale per ritrovarsi su una terra parallela denominata Terra-Due. In questa realtà alternativa vivono i supereroi Golden Age e la stessa Justice Society of America. I due supergruppi si alleano per combattere i Campioni del Crimine. Per dare un nome a questa minaccia gli autori Gardner Fox e Julius Schwartz introducono la terminologia Crisi sulle Terre Parallele (Crisis on Parallel Earths). Questo concetto narrativo insieme alla denominazione Terra-Due crea il presupposto dell'esistenza di più realtà differenti ma coesistenti. Tema che avrà una notevole influenza sulla realizzazione delle storie di supereroi successive.
- The Fantastic Four n.52 /Marvel Comics/ (luglio 1966): Lee-Kirby creano il primo supereroe di colore della storia del fumetto. Si tratta di Pantera Nera (T'Challa), sovrano dello stato africano Wakanda.

## La Silver Age in Italia

### Edizioni Italiane
Le storie di questo periodo del fumetto statunitense si diffonderanno in Italia solo a partire dal 1970, con gli adattamenti di editori quali l'Editoriale Corno (per la Marvel Comics) e l'Editrice Cenisio (per la National Periodical Publications poi DC Comics). Ci sono state pubblicazioni antecedenti al 1970 ma non hanno avuto seguito. Con queste due case editrici, di fatto, si è sviluppato un progetto duraturo e strutturato (almeno per la Corno) inteso a proporre gli albi Silver Age in Italia.

### Impatto culturale
La rinascita dei supereroi influenza anche gli autori italiani. L'esempio più longevo è la creazione di Paperinik nel 1969 ad opera di Guido Martina (testi) - Giovan Battista Carpi (matite). Si tratta di un supereroe il cui alter ego è il famoso personaggio della Disney chiamato Paperino (Donald Duck). Nasce all'interno delle storie realizzate in Italia per l'universo narrativo legato ai personaggi di Paperopoli e di conseguenza il tono delle storie si muove tra la parodia e lo humor che ne contraddistingue il contesto. Nonostante ciò gli autori intendono però omaggiare esplicitamente i fumetti di supereroi americani e specialmente il personaggio di Batman. Nelle storie di Paperinik è presente l'identità segreta (Paperino indossa un costume con maschera e mantello per non farsi riconoscere), un'autovettura speciale ideata da Archimede (ricorda la Batmobile), una serie di congegni speciali e bizzarri per combattere il crimine e persino un rifugio segreto nelle fondamenta della casa (come la Batcaverna).